# Et møde i Videnskabernes Selskab
Et møde i Videnskabernes Selskab er et maleri af P.S. Krøyer fra 1897. Billedet blev Krøyers største arbejde rent arealmæssigt (266,7 x 519,4 cm).
Maleriet er skabt to år efter Krøyers lignende maleri: Fra Københavns Børs.

## Bestillingsarbejde
Krøyer fik mange bestillinger på portrætter fra slutningen af 1880'erne. Opgaverne blev mere krævende med tiden som hans ry steg. Et møde i Videnskabernes Selskab, et gruppeportræt med 51 personer, var en stor opgave, der er malet 1896-97 efter forudgående skitser. Edvard Holm foreslog, som formand for Carlsbergfondets direktion, i 1895, at Krøyer skulle male gruppeportrættet til ophængning i fondets bygning, der var under opførelse overfor Glyptoteket. Den egentlige forslagsstiller var dog Andres Peter Weis, der var kontorchef i Kulturministeriet.

## Skitser
Under forberedelsen til det endelige maleri lavede Krøyer flere skitser, både blyantstegninger og oliemalerier. En kompositionsskitse (olie på lærred, 32 x 55 cm), hvor man ser, at foredragsholderen er filologen Johan Ludvig Heiberg. På det endelige maleri ses han helt venstre, og foredragsholderen er Japetus Steenstrup, der står ved en tavle med kridt i højre hånd. Han er den eneste der taler, de 50 andre lytter.
| - Professor i zoologi, Japetus Steenstrup holder foredrag, 1895, Statens Museum for Kunst - Interiør, 1896, Statens Museum for Kunst - Portrætgruppe, 1896, Statens Museum for Kunst - Studie af tændte lys i stager, 1896, Skagens Kunstmuseer |

## Motivet
50 mænd lytter til og har ansigtet rettet mod Japetus Steenstrup, og det er denne anspændte opmærksomhed, som binder billedet sammen. I alt halvtreds videnskabsmænd foruden kronprinsen, den senere Frederik 8. En enkelt, den næsten blinde zoolog, Harald Krabbe, vender hovedet den anden vej, medens Japetus Steenstrup »giver en meddelelse«, som det hedder i Selskabets sprog. Japetus Steenstrup havde, da Krøyer malede, længe på grund af alderssvækkelse ikke deltaget i Selskabets møder. 
To af de lyttende, kunsthistorikeren Julius Lange og filologen Karl Verner, var døde, inden billedet var færdigt. Som regel var kun godt halvdelen af selskabets halvtreds medlemmer til stede ved møderne, så også en sprængfyldt sal som på billedet var en konstruktion. 10. marts 1899 holdt Videnskabernes Selskab sit sidste møde i den gamle mødesal i Prinsens Palais, som  i 1892 blev til Nationalmuseet. Det er et møde i denne gamle sal, som er foreviget på P.S. Krøyers billede.

## Honoraret
Maleriet indbragte Krøyer 30.000 kr. hvilket svarer til omtrent 2.100.000 kr. i 2018-kr.